# Ian Gibson
Ian Gibson (Dublín, 21 d'abril de 1939) és un hispanista d'origen irlandès i nacionalitzat espanyol el 1984. És conegut pels seus treballs biogràfics sobre Federico García Lorca i Salvador Dalí.
Gibson va obtenir la llicenciatura en Literatura Espanyola i Francesa al Trinity College de Dublín en 1960. Va començar la seva carrera professional en la Universitat, com professor (lecturer) d'espanyol en la Universitat Queen's de Belfast, a Irlanda del Nord. En 1968 va passar a la Universitat de Londres, on va romandre fins a 1975, any en el qual va decidir abandonar la vida acadèmica i dedicar-se a temps complet a l'escriptura, anant-se a viure al sud de França. Des de 1972 era reader (el grau immediatament inferior a catedràtic) de Literatura Espanyola Moderna. Després de tres anys en sòl francès, va anar a viure a Madrid, on va començar a escriure la biografia de Federico García Lorca. En 1991 es va instal·lar a El Valle un petit poble situat entre Granada i el Mediterrani. Allí romandria tretze anys fins que el 2004 va tornar a Madrid per a treballar en la biografia d'Antonio Machado.
Durant l'estada en la Universitat de Londres va escriure el seu primer llibre, La represión nacionalista de Granada en 1936 y la muerte de Federico García Lorca, publicat en espanyol a França en 1971 per Ruedo Ibérico. El llibre va ser prohibit immediatament a Espanya (en 1996 aquest llibre va ser adaptat al cinema amb el títol Muerte en Granada). Posteriorment abordaria temes relacionats amb la Guerra Civil, com l'assassinat de José Calvo Sotelo o les matances de Paracuellos. En el gènere biogràfic, també ha abordat les figures de Rubén Darío o Camilo José Cela. Forma part, al costat de Hugh Thomas i Paul Preston, del grup d'hispanistes britànics que s'ha dedicat a l'estudi de la història recent d'Espanya, especialment a la de la Segona República i la Guerra civil espanyoles. A part de la seva obra literària, ha portat a terme una intensa activitat periodística, televisiva i radiofònica. Després de publicar la biografia de Rubén Darío va ser nomenat membre corresponent de l'Acadèmia Nicaragüenca de la Llengua Espanyola.

## Obres
- La represión nacionalista de Granada en 1936 y la muerte de Federico García Lorca (París, 1971);
- The Death of Lorca (Londres, 1972),
- The English Vice (Londres, 1978)
- En busca de José Antonio (Barcelona, 1980), Premi Espejo de España 1980;
- Un irlandés en España (Barcelona, 1981);
- La noche que mataron a Calvo Sotelo (Barcelona, 1982),
- Paracuellos, cómo fue (Barcelona, 1983), sobre les matances de Paracuellos;
- Federico García Lorca. I. De Fuente Vaqueros a Nueva York (Barcelona, 1985);
- Queipo de Llano. Sevilla, verano de 1936, amb Gonzalo Queipo de Llano (Barcelona, 1986);
- Federico García Lorca. II. De Nueva York a Fuente Grande (Barcelona, 1987);
- Federico García Lorca. A Life (Londres, 1989),
- Guía de la Granada de Federico García Lorca (Barcelona, 1989)
- Fire in the Blood. The New Spain (Londres, 1992),
- Vida, pasión y muerte de Federico García Lorca (1998);
- The Shameful Life of Salvador Dalí (Londres, 1997),
  - La vida excessiva de Salvador Dalí (Barcelona, Labutxaca, 2011), ISBN 9788499302416
- Lorca-Dalí, el amor que no pudo ser (Barcelona, 1999), Premi Así Fue 1999;
- The Erotomaniac. The Secret Life of Henry Spencer Ashbee (Londres, 2001)
- Viento del sur. Memorias apócrifas de in inglés salvado por España (Barcelona, 2001)
- Yo, Ruben Darío. Memorias póstumas de un Rey de la Poesía (Madrid, 2002);
- Cela, el hombre que quiso ganar (Madrid, 2003);
- Dalí joven, Dalí genial (Madrid, 2004);
- Ligero de equipaje (Madrid, 2006), una biografia d'Antonio Machado;
- Cuatro poetas en guerra (Barcelona, 2007), sobre la lleialtat republicana d'Antonio Machado, Juan Ramón Jiménez, Federico García Lorca i Miguel Hernández.;
- El hombre que detuvo a García Lorca (Madrid, 2007), on responsabilitza aamón Ruiz Alonso, un dirigente local de la CEDA, de la mort del poeta.
- La berlina de Prim, (Planeta, 2012), novel·la històrica, ISBN 9788408007661.